# Ri Se-Ung
Ri Se-Ung (en coreano: 리세웅; 22 de diciembre de 1998) es un deportista norcoreano que compite en lucha grecorromana. Participó en los Juegos Olímpicos de París 2024, obteniendo una medalla de bronce en la categoría de 60 kg.

## Palmarés internacional
| Juegos Olímpicos | Juegos Olímpicos | Juegos Olímpicos  | Juegos Olímpicos |
| Año              | Lugar            | Medalla           | Categoría        |
| ---------------- | ---------------- | ----------------- | ---------------- |
| 2024             | París (Francia)  | Medalla de bronce | 60 kg            |